# Escudo de Guayaquil
El escudo de Guayaquil es utilizado para la ciudad de Guayaquil, como también para su cantón. Adoptado oficialmente en 1820, está integrado por una circunferencia en azul con una estrella de plata inscrita, bordeada de un círculo de oro. La circunferencia está rodeada por ambos lados de dos ramas de olivo en forma de corona, enlazados en la parte inferior por una cinta de gules. Debajo de la cinta está el lema «Por Guayaquil independiente». Suele presentarse con una bordura ovalada en azul, aunque esta no es una versión oficial. La M.I. Municipalidad de Guayaquil emplea una versión semejante al escudo, con la diferencia de que el círculo de oro es reemplazado por un círculo de plata inscrito en otro círculo de azul.

## Escudo durante el imperio español

Escudo colonial de Guayaquil.

En la época del Imperio español, cuando la ciudad era un importante puerto del imperio en América del sur, el capitán Diego de Urbina, por su propia inventiva, diseñó un escudo para la ciudad de Guayaquil, en la cual trataba de establecer enlaces de hermandad entre su ciudad natal y su linaje en un mismo blasón a fin de perpetuar el recuerdo de su memorable hazaña, haber reconstruido la ciudad en 1541 y logrado la consolidación definitiva de la misma. Este escudo es muy parecido a sus similares armas de la ciudad de Orduña, España, de donde Urbina era oriundo. 
En 1952, Pedro Robles Chambers, ilustre historiador y genealogista guayaquileño, obtuvo la reconstrucción exacta del escudo de Guayaquil durante su pertenencia al imperio, gracias a los acertados trabajos que previamente había realizado J. Gabriel Pino Roca, así como a un conjunto de documentos inéditos que le facilitara Pedro José Huerta. El mismo año el Centro de Investigaciones Históricas de Guayaquil le publicó su trabajo titulado Estudio sobre el Origen del Escudo de Armas Colonial de la Ciudad de Santiago de Guayaquil en el que entre otras cosas decía: 

...fue el capitán Diego de Urbina quien por su propia iniciativa creó el escudo, para lo cual hermanó en un mismo blasón el de su ciudad natal y el de su linaje, a fin de perpetuar el recuerdo de su memorable hazaña (la de haber reconstruido la ciudad en 1541 y logrado su consolidación definitiva), siendo sin duda éste el origen de las armas que adoptó la ciudad de Santiago de Guayaquil. Hago esta afirmación, después de un meditado estudio sobre las armas de la ciudad de Orduña, las de la familia del conquistador y la similitud que estas ostentan con las de nuestra ciudad.
Estudio sobre el Origen del Escudo de Armas Colonial de la Ciudad de Santiago de Guayaquil, Pedro Robles Chambers

El blasón de la ciudad de Guayaquil, fruto de la inspiración de Urbina, sería descrito heráldicamente de la siguiente manera:

En campo de plata, un castillo de su color (piedra vieja), y a su siniestra un león rampante coronado, de color bermejo, que sostiene un asta también de su color, con una bandera de gules (rojo) cargada de un aspa de plata, todo puesto sobre ondas de agua de azul y plata. Bordura de gules (rojo) cargada de una cadena de ocho eslabones de oro.

Otras descripciones más modernas y retóricamente adecuadas dicen que está conformado por un blasón de tipo español en campo de azur, sobre ondas de agua de azur y plata, castillo de oro abierto, mazonado en sable, almenado por tres almenas, donjonado y aclarado de azur, león coronado de gules sonteniendo la bandera del Imperio español. Bordura de gules cargada de cadenas de oro, puestas en orla, con los eslabones alargados.
La ciudad de Guayaquil y su provincia utilizaron este emblema hasta la declaración de independencia de la ciudad el 9 de octubre de 1820. En la actualidad este emblema es parte del escudo de la provincia de Guayas.

### Significado del Escudo Colonial de Santiago de Guayaquil
Los elementos objetivos o entidades son: 
- El castillo o torre, o parte del muro o almenas, representa ser ganado, defendido por fortaleza de virtud personal o poderío.
- El León significa braveza y valentía.
- Las Banderas y Pendones representan el estado del hombre rico, caudillo de gente de guerra, así como que banderas y pendones fueron ganados a sus enemigos.
- La Aspa se ganó por armas en la victoria conseguida contra los moros que estaban en la ciudad de Baeza, día del apóstol San Andrés. La aspa es el símbolo de dicho santo que ostenta la herramienta de su martirio. Esta victoria se efectuó en el año de 1227 y los que se hallaron allí la pusieron sobre sus escudos.
- Las Ondas, que también simbolizan las aguas del Río Guayas y el Golfo de Guayaquil, representan contrastes padecidos con valor y vencimiento.
- Las Cadenas recuerdan los episodios de la batalla de las Navas de Tolosa en 1212, símbolo tomado por varios caballeros que allí lucieron su valor. La forma blasonada se asocia actualmente con las ocho borduras del escudo de armas de Navarra.[2]

El simbolismo de los colores utilizados en el escudo, son los siguientes: 
- El Rojo o Gules significa el fuego, el atrevimiento, ardides, fortaleza, guerra y vencimiento con sangre.
- El Azul o Azur denota celo, justicia, caridad y lealtad a la corona.[2]

Con respecto a los metales que son: 
- El Oro significa poder, constancia, sabiduría y nobleza.
- La Plata, que se simboliza dejando el campo en blanco y sin señal, representa inocencia, integridad, riqueza y vencimiento.[2]

## Escudo actual
El Dr. José Joaquín de Olmedo, como Presidente de la Junta Superior de Gobierno de la Provincia Libre de Guayaquil en noviembre de 1820, ordenó que los papeles oficiales del Cabildo lleven el sello de una estrella de 5 puntas, con una corona de laureles, un lazo rojo y a un lado la leyenda "Por Guayaquil Independiente". Se convirtió en símbolo oficial de la ciudad en noviembre de 1920.

### Escudo del año 1820
|      |
| 1821 |

Cuando se proclamó la Independencia de Guayaquil, el 9 de octubre de 1820, se adoptó como escudo del movimiento emancipador el que está formado por una estrella de cinco puntas sobre fondo azul, inscrita en un óvalo encerrada y rodeada de dos ramas de laurel entrelazadas por una cinta roja y posteriormente se le añadió la leyenda: "Por Guayaquil Independiente". Este fue, más bien, el escudo de la Provincia Libre de Guayaquil y no del Ecuador propiamente dicho.
Consignamos que el presidente de la Junta Superior de Gobierno de Guayaquil en 1820, Dr. José Joaquín de Olmedo, dio orden que los papeles oficiales del Cabildo tengan un sello consistente en una estrella flanqueada por una corona de laureles y a un lado la leyenda Por Guayaquil Independiente. Ahora es el blasón de la ciudad de Guayaquil de Ecuador.

### Significado del escudo actual
- El color azul celeste de la circunferencia representa valores asociados con la ciudad de Guayaquil, tales como la justicia, la lealtad, la caridad, la honestidad y la valentía.
- El color rojo en el lazo representa el coraje, el atrevimiento, la fortaleza de los pueblos, la guerra que le dio la independencia a la ciudad y la sangre derramada durante esta guerra.
- La inscripción “Por Guayaquil Independiente” rememora la lucha por la independencia de la ciudad, ocurrida el 9 de octubre de 1820.
- La estrella en el centro del blasón es un elemento tomado de la bandera de Guayaquil.
- Las hojas de olivo representan la prosperidad de la ciudad, la riqueza de sus campos y la fertilidad de las tierras. Asimismo, estas ramas simbolizan la paz y la victoria.[1]